# Анкарский договор
Анкарский договор (тур. Ankara Anlaşması) — дипломатическое соглашение, заключённое 20 октября 1921 года между Францией и Турцией.
Договор был подписан французским дипломатом Анри Франклином-Буйоном и министром иностранных дел Турции Юсуфом Кемаль-беем. Подписав договор, Франция де-факто признала новое правительство Турции.
В 1920—1921 годах турецкие войска нанесли поражение французам в Киликии, после чего те вынуждены были отступить на юг (в Сирию и Ливан), где позже укрепились. По условиям Анкарского договора была установлена турецко-сирийская граница.
В результате заключения Анкарского договора Франция вышла из войны с Турцией и больше не пыталась ей противостоять.